# William Bartholomew
Sir William Henry „Barty“ Bartholomew, GCB, CMG, DSO (* 16. März 1877 in Wiltshire; † 31. Dezember 1962 ebenda) war ein britischer General, der zuletzt zwischen 1937 und 1940 Oberkommandierender (General Officer Commanding in Chief) des Nordkommandos der British Army war.

## Leben

### Militärische Ausbildung und Verwendungen als Offizier
Bartholomew begann nach dem Besuch des Newton College eine Offiziersausbildung an der Royal Military Academy Woolwich und wurde nach deren Abschluss am 23. März 1897 als Leutnant Offizier der Royal Artillery. Er absolvierte zwischen 1909 und 1910 eine Ausbildung am Staff College in Quetta in Britisch-Indien. Mit verschiedenen vorübergehenden Dienstgraden (Temporary Rank) oder in einem Brevet-Rang war er im Ersten Weltkrieg zunächst zwischen dem 17. August 1915 und dem 7. Dezember 1916 Generalstabsoffizier 1 (G 1) der in Frankreich eingesetzten 4. Infanteriedivision (4th Infantry Division) und danach vom 20. Dezember 1916 bis zum 20. August 1917 G 1 im Kriegsministerium (War Office). Für seine Verdienste wurde er 1917 Companien des Order of St. Michael and St. George (CMG) und 
mit dem Distinguished Service Order (DSO) ausgezeichnet. Daraufhin fungierte er zwischen dem 22. August 1917 und dem 21. November 1918 als diensthabender Brigadegeneral im Generalstab der Ägyptischen Expeditionsstreitkräfte (Egyptian Expeditionary Force) sowie nach Kriegsende vom 22. November 1918 bis zum 31. März 1922 stellvertretender Leiter der Abteilung für den Militärischen Nachrichtendienst im Kriegsministerium. 1919 wurde er Companion des Order of the Bath (CB). Er wurde am 10. August 1920 zum Oberst befördert, wobei die Beförderung auf den 1. Januar 1918 zurückdatiert wurde.
Im Anschluss war Oberst Bartholomew zwischen dem 1. April 1922 und dem 1. Juli 1923 stellvertretender Leiter der Abteilung Militärische Operationen und Nachrichtendienst im Kriegsministerium und wurde danach vom 1. Juli bis zum 23. August 1923 mit halbem Sold (Half-pay) zur besonderen Verwendung freigestellt. Er war zwischen dem 23. August 1923 und dem 21. Mai 1926 Kommandeur (Commanding Officer) der 6. Infanteriebrigade und zugleich vom 1. Januar bis zum 21. Mai 1926 Adjutant (Aide-de-camp) von König Georg V. Nach seiner Beförderung zum Generalmajor am 21. Mai 1926 fungierte er zwischen dem 1. Juni 1927 und dem 31. Dezember 1928 als Leiter der Abteilung für Rekrutierung und Organisation im Kriegsministerium und war vom 1. Januar 1929 als Nachfolger von Konteradmiral Herbert Richmond bis zu seiner Ablösung durch Air Vice Marshal Robert Brooke-Popham am 19. Januar 1931 Kommandant des Imperial Defence College. 

### Aufstieg zum General
Nachdem sich Bartholomew vom 19. Januar bis zum 1. Februar 1931 erneut mit halbem Sold zur besonderen Verwendung befand, war er als Nachfolger von Generalmajor Ronald Charles zwischen dem 1. Februar 1931 und seiner Ablösung durch Generalmajor John Dill am 21. Januar 1921 Leiter der Abteilung für Militärische Operationen und den Militärischen Nachrichtendienst im Kriegsministerium. Während dieser Zeit wurde er am 13. Februar 1933 zum Generalleutnant befördert. Am 10. Mai 1934 übernahm er als Nachfolger von Generalleutnant Kenneth Wigram den Posten als Chef des Generalstabes im Heereshauptquartier in Britisch-Indien und verblieb auf diesem Posten bis zum 11. Oktober 1937, woraufhin Generalleutnant Ivo Vesey seine dortige Nachfolge antrat. Am 4. Juni 1934 wurde zum Knight Commander des Order of the Bath (KCB) geschlagen, so dass er seitdem den Namenszusatz „Sir“ führte. Daneben war er vom 20. Juni 1934 bis zum 16. März 1947 Colonel Commandant des Royal Regiment of Artillery.
Bartholomew erhielt am 19. Februar 1937 seine Beförderung zum General und löste am 12. Oktober 1937 General Alexander Wardrop als Oberkommandierender (General Officer Commanding in Chief) als Nordkommandos (Northern Command) der British Army ab und verblieb in dieser Verwendung bis zum 15. Januar 1940, worauf General Ronald Forbes Adam seine Nachfolge antrat. Daneben war er zwischen dem 26. April 1938 und dem 8. Juni 1938 Generaladjudant von König Georg VI. und bekam am 8. Juni 1939 die Würde eines Knight Grand Cross des Order of the Bath (GCB) verliehen. Am 8. Juni 1940 schied er nach 43 Dienstjahren aus dem aktiven Militärdienst aus, fungierte aber im Zweiten Weltkrieg zwischen 1940 und 1945 als Regionalkommissar für die Zivilverteidigung im Nordosten Großbritanniens. 
Aus seiner Ehe mit Violet Alice Penton ging seine Tochter Violet Margaret Bartholomew hervor, die am 10. November 1937 den Diplomaten Humphrey Trevelyan heiratete.